# Khetam Abu Awad
Khetam Kamal Abu Award (en arabe : ختام كمال حسن أبو عوض) ou Abuawad, née le 10 août 1974 à Amman, est une pongiste handisport jordanienne concourant en classe 5. Elle détient trois médailles de bronze, dont deux par équipes (2008,2012) et une en individuel (2020).

## Carrière
Lors des Mondiaux 2014, elle est médaillée d'argent par équipes.
Abu Awad remporte la médaille de bronze en classe 5 aux Jeux paralympiques d'été de 2020 après avoir perdue en demi-finale face à la Chinoise Pan Jiamin. C'est sa troisième médaille paralympique après le bronze par équipes aux Jeux de 2008 et aux Jeux de 2004.

## Palmarès

### Jeux paralympiques
- médaille de bronze par équipes classe 4-5 aux Jeux paralympiques d'été de 2004 à Athènes
- médaille de bronze par équipes classe 4-5 aux Jeux paralympiques d'été de 2008 à Pékin
- médaille de bronze en individuel classe 5 aux Jeux paralympiques d'été de 2020 à Tokyo

### Championnats du monde
- médaille d'or par équipes classe 4-5 aux Mondiaux 2006 à Montreux
- médaille d'argent en individuel classe 4 aux Mondiaux 2006 à Montreux
- médaille d'argent en individuel classe 5 aux Mondiaux 2014 à Pékin
- médaille de bronze en individuel classe 5 aux Mondiaux 2010 à Gwangju
- médaille de bronze par équipes classe 5 aux Mondiaux 2010 à Gwangju
- médaille de bronze par équipes classe 5 aux Mondiaux 2014 à Pékin

### Jeux para-asiatiques
- médaille d'argent en individuel classe 5 aux Jeux asiatiques de 2018 à Jakarta
- médaille de bronze en individuel classe 5 aux Jeux asiatiques de 2014 à Incheon
- médaille de bronze par équipes classe 4-5 aux Jeux asiatiques de 2014 à Incheon